# Sara Wahedi

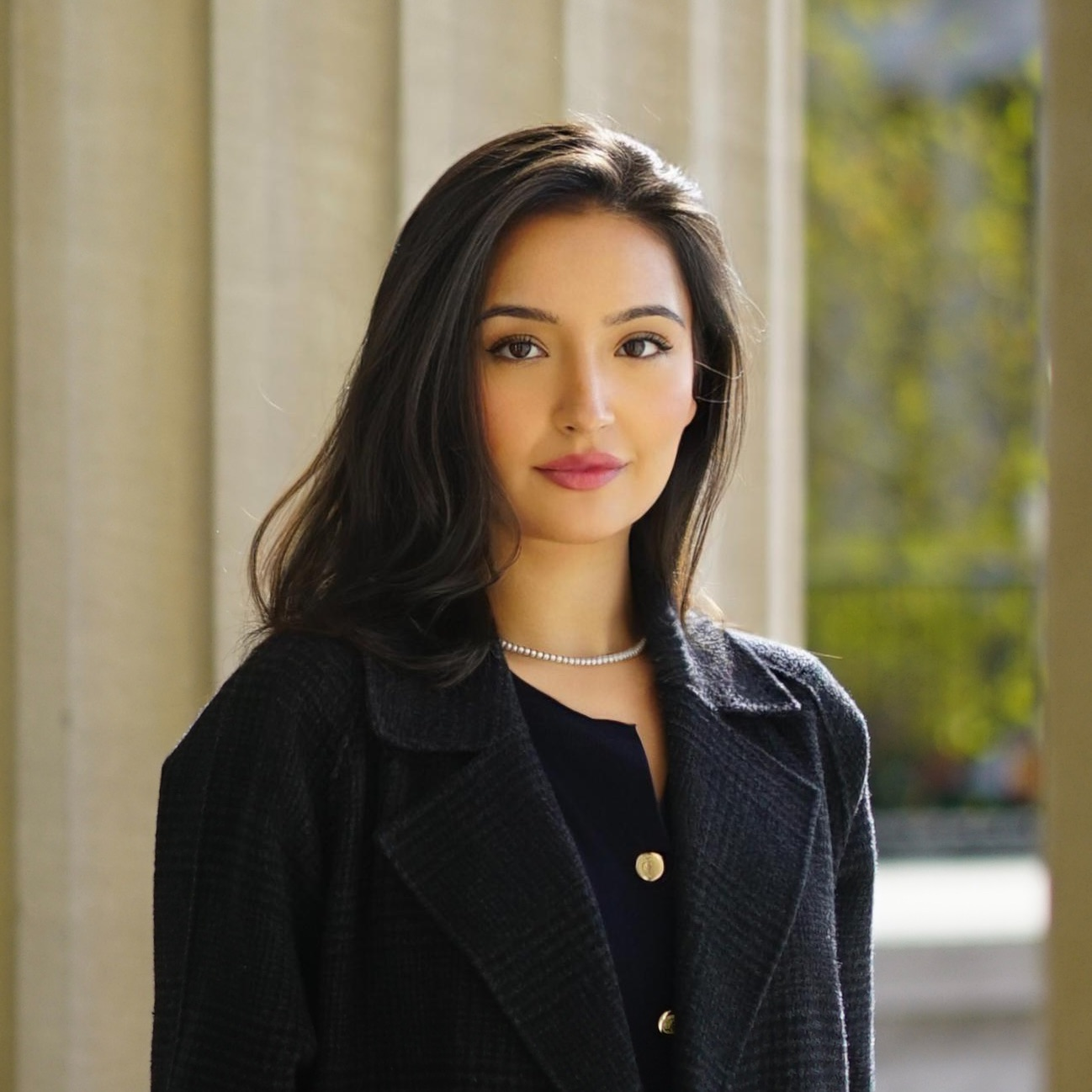
Retrato de Sara Wahedi

Sara Wahedi (Afganistán, 1995) es una empresaria afgano-canadiense. Fue nombrada como una de las mujeres más influyentes de 2021 por la BBC.

## Trayectoria
Nació en Afganistán y en el año 2000, su familia se mudó a Canadá. Uno de sus primeros trabajos fue como especialista en desarrollo social en la Oficina del Presidente de Afganistán durante dos años.
En 2018 diseñó la aplicación Ehtesab con 2.500 dólares de sus ahorros, un año después recibirá una inversión de 40.000 dólares de Netlinks. Es una aplicación que combate la desinformación proporcionando información en tiempo real sobre la seguridad, la energía y el tráfico en Kabul. Fue especialmente útil para la población en 2021, durante los bombardeos, los controles de carreteras y los ataques que tras el regreso de los talibanes al poder. La empresa contaba con 20 trabajadores en 2021. En 2022, la aplicación seguía funcionando, pero tuvo dificultades por cortes en el suministro tanto de electricidad como de internet. Wahedi trabajaba desde Nueva York y la mayoría de los trabajadores de verificación de datos habían huido de Afganistán.
Se matriculó en la Universidad de Columbia, donde estudia Derechos Humanos y Ciencia de Datos.

## Reconocimientos
En 2021, la revista TIME la incluyó en la lista de Líderes de la Próxima Generación  y la BBC en la lista 100 Women como una de las mujeres más inspiradoras del mundo.